# Барков, Виктор Георгиевич
Виктор Георгиевич Барков (10 марта 1916, Москва — 12 января 1994, Москва) — советский актёр театра и кино, участник Великой Отечественной и Советско-финляндской войн.

## Биография
Родился 10 марта 1916 года в Москве в многодетной семье, в которой являлся третьим, последним и младшим ребёнком.
После рождения Баркова, семья перебралась в Строково и лишь в 1926 году вернулась к себе на родину. Учился в московской средней школе, которую окончил с восьми классами учёбы, после чего продолжил специальное образование в техникуме холодной обработки металлов. В 1934 году мужчина перешёл в театральный техникум при Московском театре Революции, а в 1938 году окончил данный техникум. Осенью этого же года был призван на действительную военную службу в ряды Красной армии.
Являлся участником Советско-финляндской войны, освобождал Западную Белоруссию от белополяков. Затем, в 1941 году принял участие в Великой Отечественной войне. Служил в 108-м отдельном батальоне связи военно-воздушных сил СССР. Был награждён «орденом Отечественной войны II степени», медалью «За победу над Германией в Великой Отечественной войне 1941—1945 гг.» и медалью «За боевые заслуги».
В 1946 году после демобилизации сыграл один сезон в Московском драматическом театре (театр на Малой Бронной), летом 1947 года вернулся в труппу Московского театра драмы (Театр Революции, с 1954 года — театр им. Владимира Маяковского), в котором прослужил до 1981 года, так как ушёл на пенсию. В последующие годы вёл тихий образ жизни и его имя больше не значилось в театральных спектаклях и титрах кинофильмов. В свои годы по мимо театральных выступлений, также снимался в кино.
Скончался 12 января 1994 года в Москве. Похоронен в семейной могиле на Калитниковском кладбище.

## Фильмография
- 1956 — Полюшко-поле — агроном
- 1958 — Ветер — подпоручик
- 1961 — Суд сумашедших — участие
- 1969 — Адъютант его превосходительство — Преображенский
- 1970 — Кремлёвские куранты — чекист
- 1972 — За всё в ответе — Пухов
- 1977 — Садись рядом, Мишка! — врач
- 1978 — Квартет Гварнери — генерал Гирин

## Оценочные мнения
- Со слов киноведа Алексея Тремасова, в бывшем Театре Революции (с 1954-го года — в Театре им. Владимира Маяковского) больших высот так и не достиг и занимал довольно скромное положение исполнителя вторых ролей и эпизодов[1]. В 1956 году самой успешной работой актёра на сцене данного театра стал сын репрессированного лётчика Илюши Коновалова в пьесе «Гостиница „Астория“» А. П. Штейна в постановке Н. П. Охлопкова, сыгранный им предельно искренне, с большой внутренней силой[1].
- Также Тремасов рассказал, что Баркову часто доставались проходные, малоинтересные роли, а самыми известными из кинообразов стали роли Преображенского в фильме «Адъютант его превосходительство» и белогвардейского генерала Гирина в фильме «Квартет Гварнери»[1]. Также киновед подметил, что оба персонажа совершенно противоположные друг другу, но сыграны довольно сдержанно, с попыткой продемонстрировать разность характеров и минимальным использованием внешних выразительных средств[1].